# Karol Taube
Karol Michał Jerzy Taube herbu Taube (ur. 9 sierpnia?/21 sierpnia 1888 w Krasnogórce, zm. 1940 w Kijowie) – kapitan Marynarki Wojennej, kawaler Orderu Virtuti Militari, ofiara zbrodni katyńskiej.

## Życiorys
Urodził się w Krasnogórce nad Bohem na Podolu. Był synem Karola Hipolita Taube, barona herbu własnego (1843–1917) i Anny Stanisławy Zbyszewskiej herbu Topór, (1863–1940). Jego rodzeństwem byli: Anna (1886–1907), Franciszek (1890–1964), Józef (1893–1971), Artur (1894–1979), Janina (1896–1980). Ukończył szkołę powszechną, następnie uczęszczał do szkoły handlowej w Jekatierinosławiu oraz w seminarium nauczycielskim w podwarszawskim Ursynowie. Od 1909 do 1911 studiował filozofię na Uniwersytecie we Fryburgu. Od 1911 do 1912 odbył służbę wojskową w Armii Imperium Rosyjskiego, następnie powołany do niej po wybuchu I wojny światowej w 1914 i służył na froncie w szeregach batalionów saperskich do kwietnia 1915. Od 1915 do 1916 ukończył Szkołę Chorążych Admiralicji w Oranienburgu i został mianowany do stopnia chorążego marynarki w rosyjskiej marynarce wojennej i został przydzielony do Flotylli Czarnomorskiej. W 1917 został awansowany do stopnia podporucznika. Następnie trafił do Kijowa, gdzie działał w sekcji morskiej Polskiej Organizacji Wojskowej.
Po odzyskaniu przez Polskę niepodległości w grudniu 1918 przyjechał do Warszawy i został przyjęty do Wojska Polskiego. Został przydzielony do sekcji marynarki wojennej Ministerstwa Spraw Wojskowych, a następnie do 1 batalionu morskiego Flotylli Pińskiej, od kwietnia 1919 do Flotylli Wiślanej w Modlinie. W jej szeregach uczestniczył w walkach frontowych w wojnie polsko-bolszewickiej na stanowisku dowódcy łodzi motorowych; brał udział w bitwach Koszarówką, Czarnobylem, Kijowem, Połockiem. Za swoje czyny w 1920 otrzymał Order Virtuti Militari. Po wojnie ponownie był oficerem we Flotylli Pińskiej. Został awansowany do stopnia kapitana porucznika w korpusie rzeczno-brzegowym ze starszeństwem z dniem 1 czerwca 1919. W 1922 odkomenderowany do Departamentu Morskiego Ministerstwa Spraw Wojskowych. W 1923 był dowódcą uzbrojonego statku sztabowego Flotylli Pińskiej. W 1924 był w kadrze Szkoły Marynarzy Specjalistów. W 1928 został przeniesiony w stan spoczynku. W tym roku zamieszkiwał w Modlinie. W 1930 został awansowany na stopień kapitana marynarki w stanie spoczynku. W 1934 jako oficer w stanie spoczynku pozostawał wówczas w ewidencji Powiatowej Komendy Uzupełnień Warszawa Miasto III. Został zatrudniony w Wojskowym Biurze Historycznym w Warszawie. Publikował prace z zakresu marynarki wojennej i historii wojskowości oraz wspomnienia.
Po wybuchu II wojny światowej w czasie kampanii wrześniowej został powołany do Kierownictwa Marynarki Wojennej. Po agresji ZSRR na Polskę z 17 września 1939, został aresztowany przez funkcjonariuszy NKWD rejonu kostopolskiego. Miał być przetrzymywany w obozie w Starobielsku. Był więziony w Równem. Stamtąd 26 marca 1940 został przewieziony do więzienia przy ulicy Karolenkiwskiej 17 w Kijowie. Tam został zamordowany przez NKWD prawdopodobnie na wiosnę 1940. Jego nazwisko znalazło się na tzw. Ukraińskiej Liście Katyńskiej opublikowanej w 1994 (został wymieniony na liście wywózkowej 41/3-225 oznaczony numerem 2904). Ofiary tej części zbrodni katyńskiej zostały pochowane na otwartym w 2012 Polskim Cmentarzu Wojennym w Kijowie-Bykowni.
Jego żoną była od 1923 Janina Antonina Świderska herbu Jastrzębiec (1902–1988), z którą miał dzieci: Annę (ur. 1925) i Jerzego (1928–2001). Jego krewnymi byli Karol Szymanowski, Jarosław Iwaszkiewicz oraz Henryk Jacek Schoen (dyrektor Teatru Bagatela).

## Publikacje
- Zarys historii wojennej flotyll rzecznych (1931, współautor: Olgierd Żukowski)
- Zarys historii wojennej pułków polskich 1918–1920. Pułk Morski. Brak numerów stron w książce (1933, współautor: Romuald Dziewałtowski-Gintowt)
- Frontem do morza (1934, współautor: Michał Socha)[14]
- Jak mat Musiał swym ziomkom o morzu prawił (1934)[15]
- Figle diablika błot pińskich: ze wspomnień marynarza (1937)[16]

## Odznaczenia
- Krzyż Srebrny Orderu Wojskowego Virtuti Militari nr 3263 (1921)[17][18]
- Krzyż Walecznych
- Medal Niepodległości (1932)[19]